# クエンティン・タランティーノ 映画に愛された男
『クエンティン・タランティーノ 映画に愛された男』（クエンティン・タランティーノ えいがにあいされたおとこ、QT8: The First Eight）は、2019年に公開されたアメリカ合衆国のドキュメンタリー映画。
タラ・ウッド監督・製作による映画製作者のクエンティン・タランティーノのビデオ・アーカイブスでのキャリアの始まりから『ワンス・アポン・ア・タイム・イン・ハリウッド』（2019年）公開までの人生がとらえられている。映画では彼の作品の常連コラボレーターらのインタビューが収録されている。

## 出演者
- サミュエル・L・ジャクソン
- ティム・ロス
- ジェニファー・ジェイソン・リー
- ダイアン・クルーガー
- カート・ラッセル
- クリストフ・ヴァルツ
- ジェイミー・フォックス
- ルーシー・リュー
- ブルース・ダーン
- ロバート・フォスター
- ゾーイ・ベル
- イーライ・ロス
- マイケル・マドセン
- ステイシー・シェア
- スコット・スピーゲル（英語版）
- リチャード・N・グラッドスタイン（英語版）
- ルイス・ブラック（英語版）

## 製作

### 企画
タランティーノの『ヘイトフル・エイト』の公開を約1ヶ月後に控えた2015年11月、タラ・ウッドはタランティーノに関するドキュメンタリーの製作を発表した。当初は『21 Years: Quentin Tarantino』という題だったが、これはウッドが2014年にリチャード・リンクレイターを扱ったドキュメンタリーを公開した後に『21 Yeas』というドキュメンタリーシリーズとする構想だったためである。初期の報道ではジョン・トラボルタ、ケリー・ワシントン、ユマ・サーマン、ブラッド・ピット（『白い帽子の女』のプロモーションで多忙）、パム・グリア（出演を迷っていた）のインタビューも含まれると言われていた。

### 配給
2016年、このドキュメンタリーは当時のタランティーノの全作品に協力していたワインスタイン・カンパニーによってフランス語圏を除く国際公開を目指して買い付けられた。映画はその年のカンヌ国際映画祭で買い付けられた。
2017年後半にハーヴェイ・ワインスタインのスキャンダルが発覚するとウッドは「タランティーノ氏、そして参加者全員が当然の配慮を持ってプロジェクトを扱うことができるように」と願い、所有権を取り戻そうとした。ワインスタイン・カンパニー側はこれを拒否し、2018年3月に破産を申請した。同年7月、スタジオの後継会社であるランタン・エンタテインメントが設立され、9月までに映画を手放した。所有権の返還を受け、ウッドは次のような声明を発表した:
私たちはハーヴェイ・ワインスタインとその共犯者たちから解放されたこのドキュメンタリーの最後のインタビューを行い、完成させることを興奮し、熱望しています。私たちはクエンティンの次回作『ワンス・アポン・ア・タイム・イン・ハリウッド』の2019年7月の公開にあわせて新たな配給パートナーを見つけることを楽しみにしています。
ウッドの会社であるウッド・エンターテイメントはエンターテイメント・スクアッドと提携し、劇場とオンデマンドで公開することが決定した。

## 公開
2019年10月21日にエンターテイメント・スクアッドはファゾム・イベンツでの劇場公開を行った。

## 評価

### 興行収入
アメリカ合衆国とカナダで5万1896ドル、そのほかの国々で4万9450ドル、総額10万1346ドルを売り上げた。

### 批評家の反応
Rotten Tomatoesでは23件の批評に基づいて支持率は91%、平均点は7.3/10となった。

### タランティーノの反応
タランティーノ本人はこの映画に好意的な反応を示している。映画を見た彼は次のように述べた:
タラ・ウッドはこの映画は本当に、本当に良い仕事をしてくれた。（中略）この映画の面白さの1つは、映画監督についての映画を撮る他の人たちとは対照的に彼女が僕にインタビューを求めなかったことだ。それはとれもクールだと思った。普通、それは誰もが自分の帽子をかけるフックにしてるんだ。